# اس‌تی‌اس-۷۲
اس‌تی‌اس-۷۲ (انگلیسی: STS-72) یکی از ماموریت‌های برنامه شاتل‌های فضایی بود که در تاریخ ۱۱ ژوئیه ۱۹۹۶ از پایگاه فضایی کندی به فضا پرتاب شد. این مأموریت حدوداً نه روزه توسط شاتل اندور انجام گرفت. هدف اصلی این مأموریت بازگرداندن فضاپیمای تحقیقی Space Flyer Unit به زمین بود. این فضاپیما توسط ژاپن ساخته شده بود.

## نگارخانه

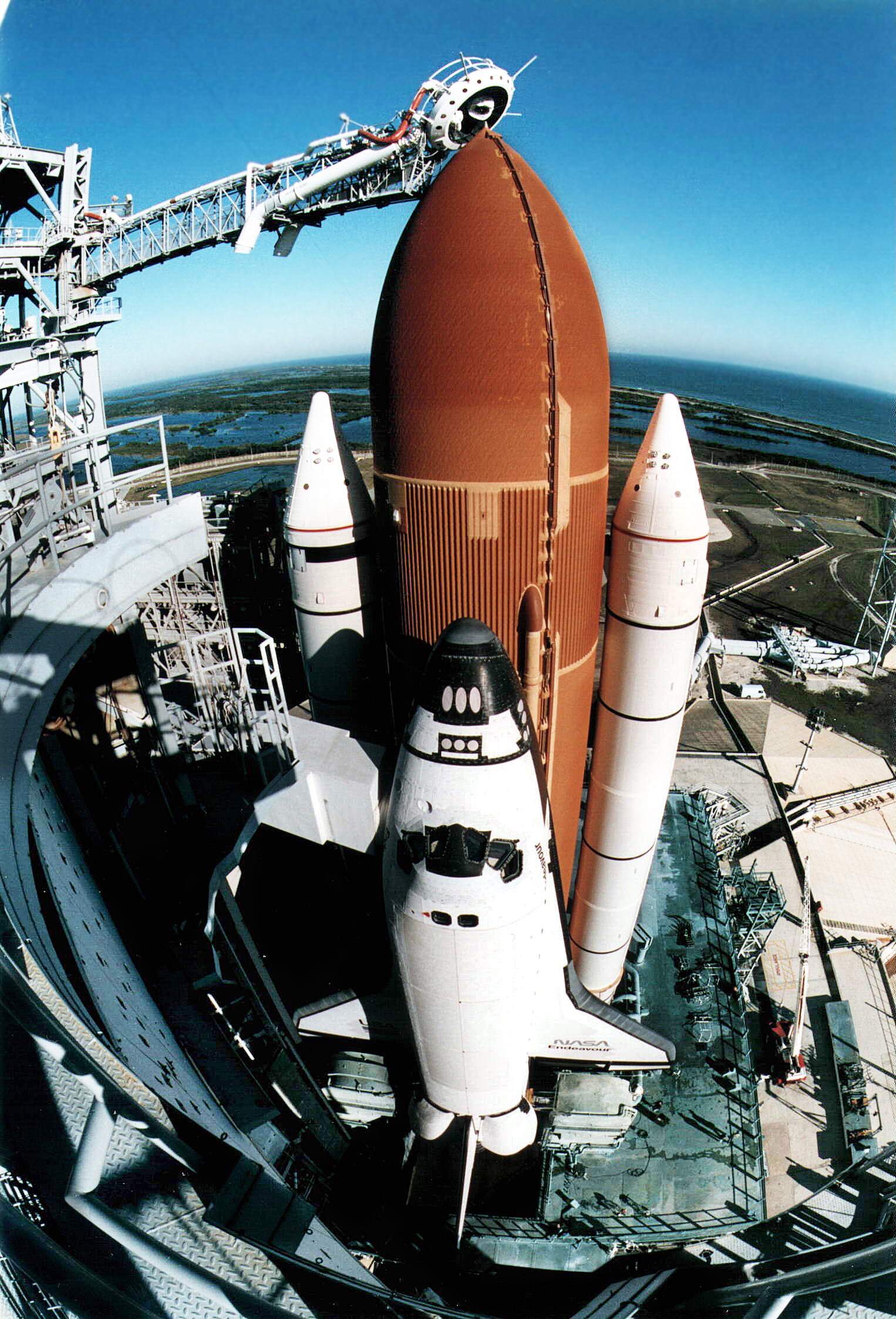
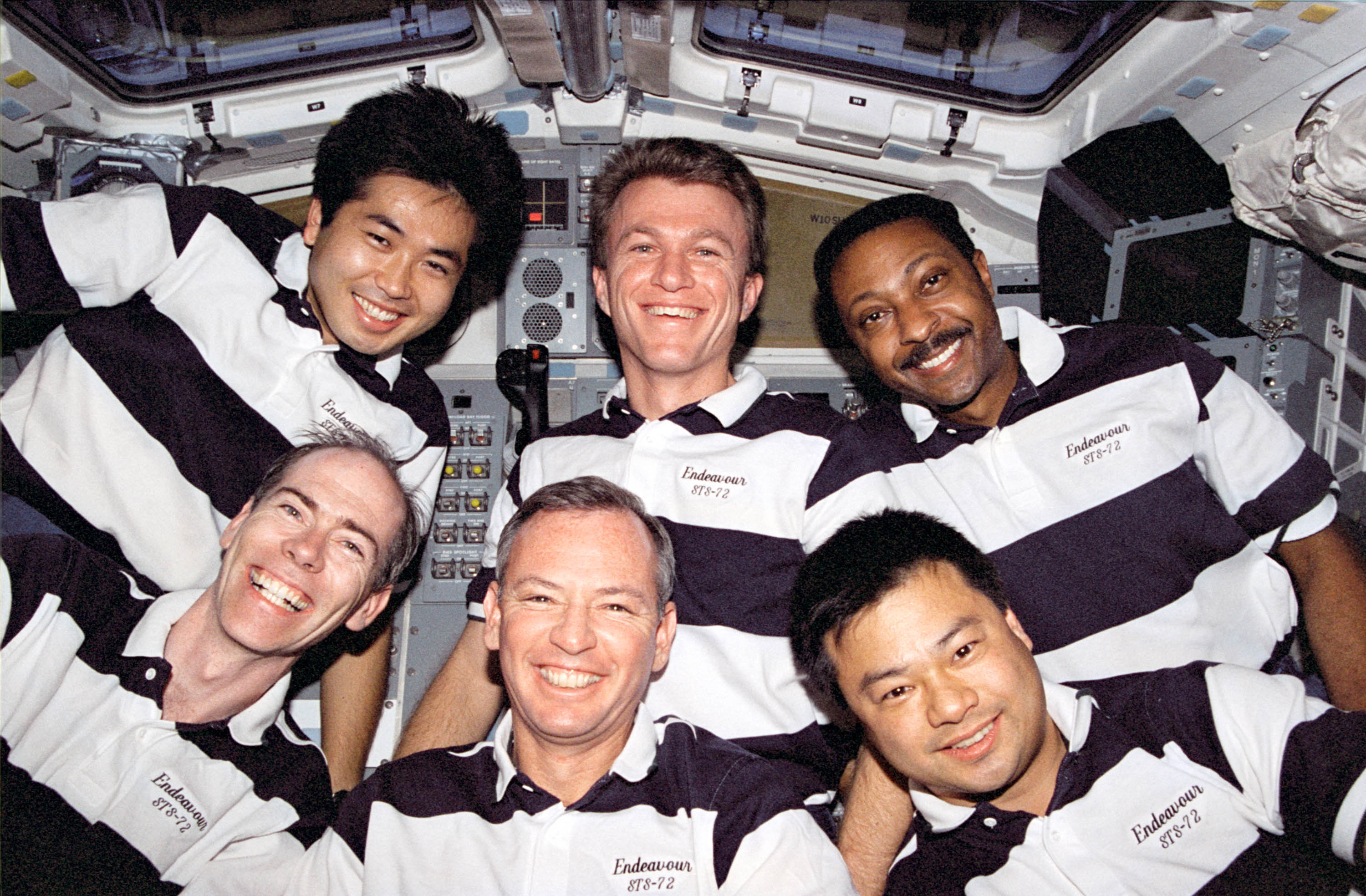
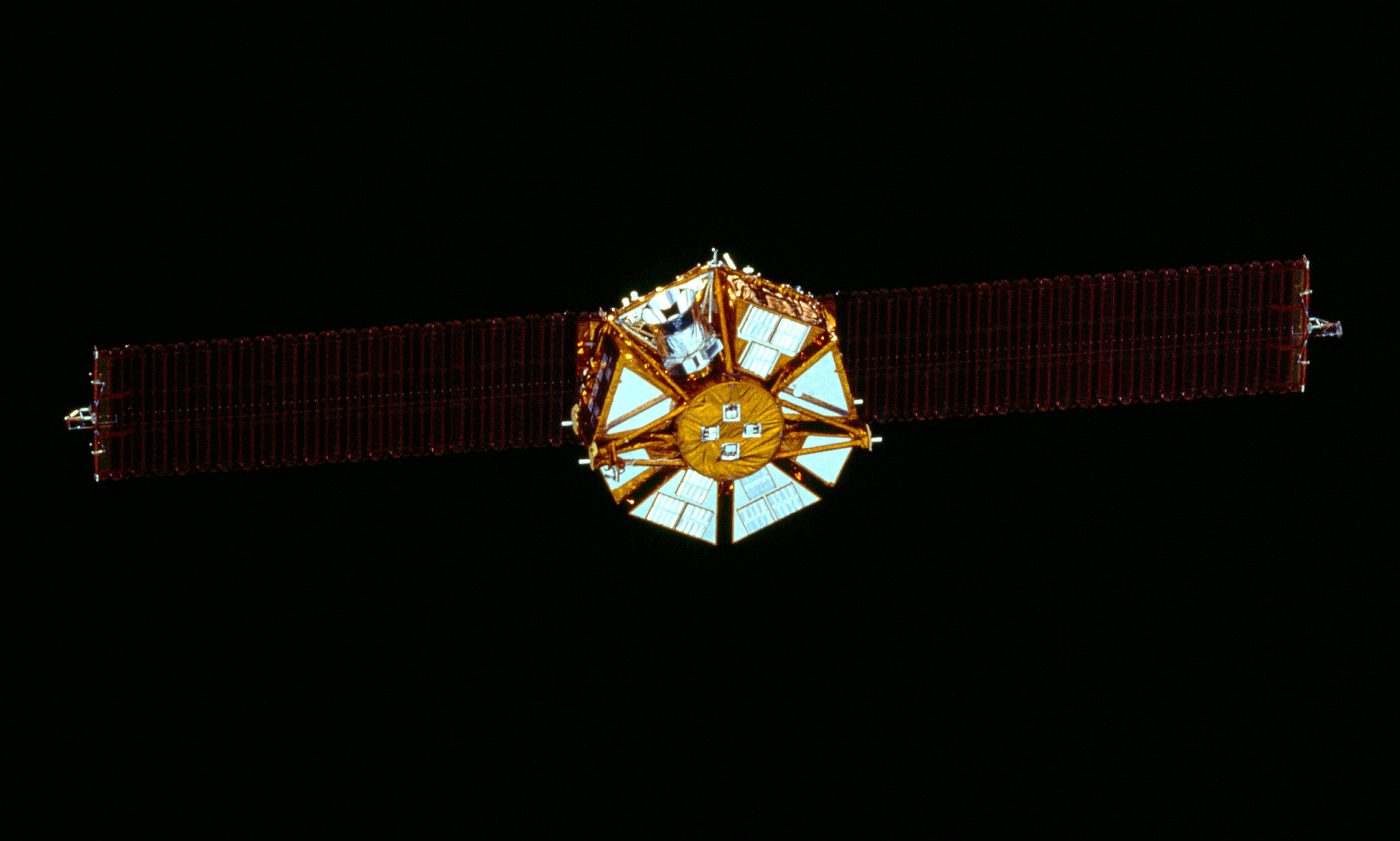
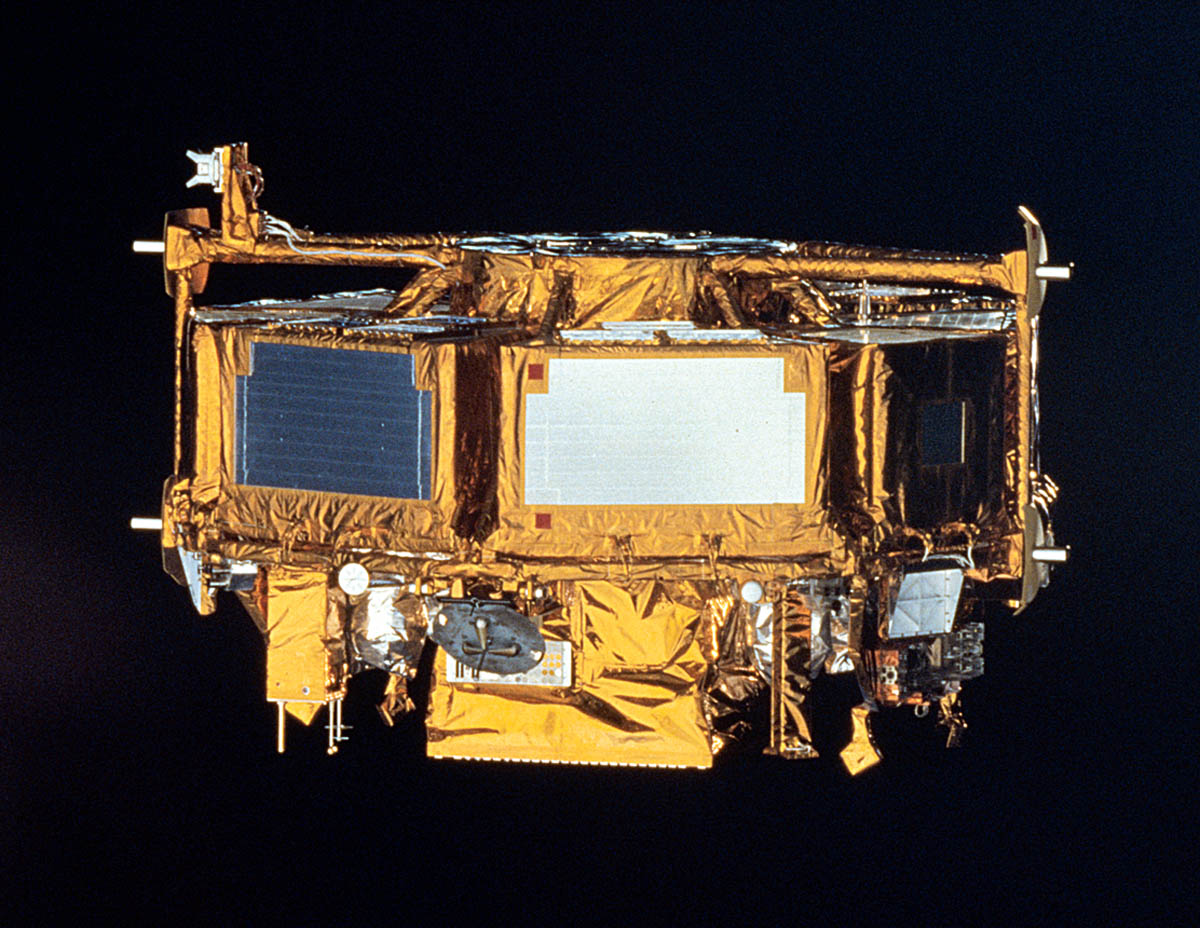
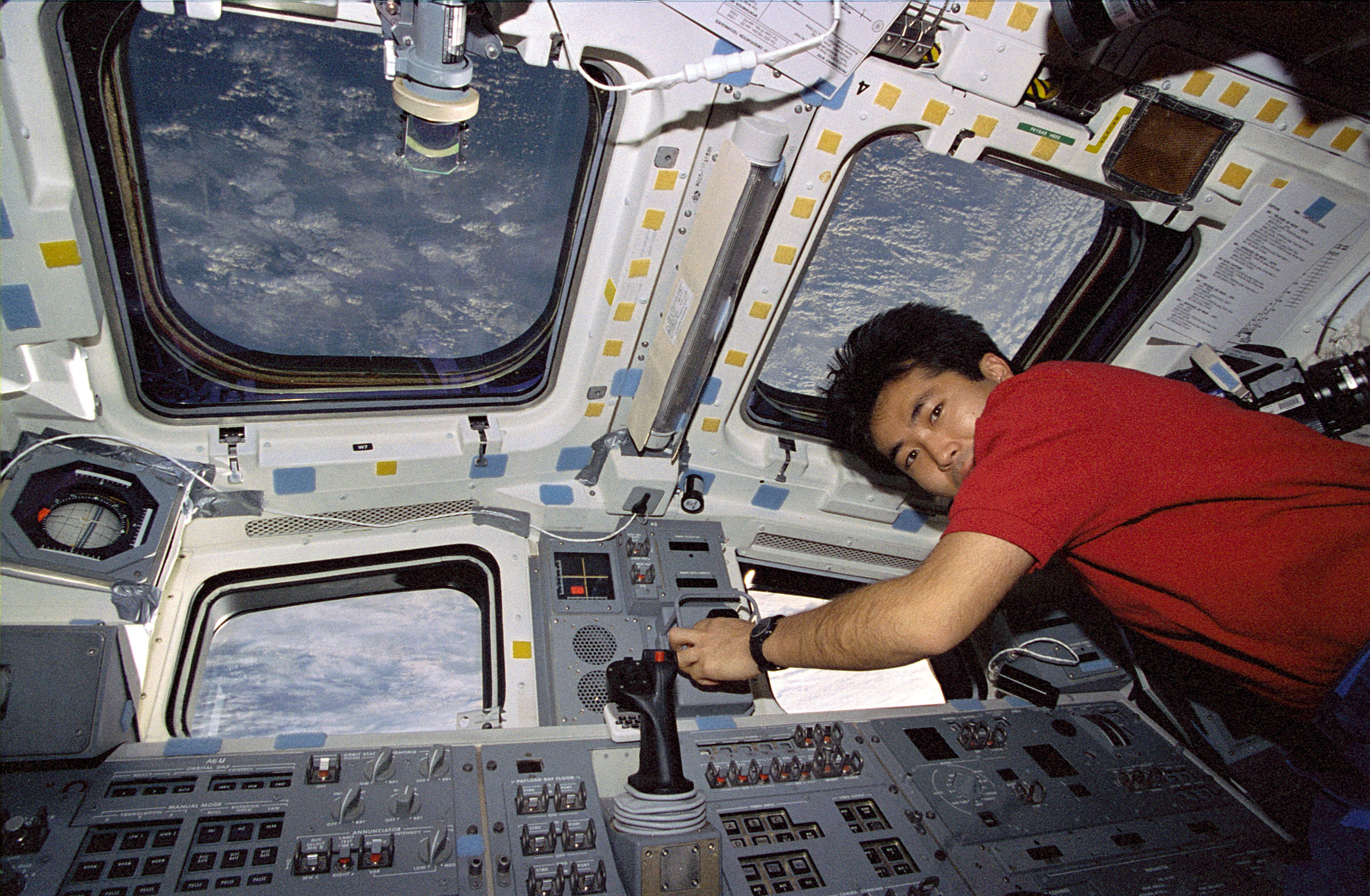
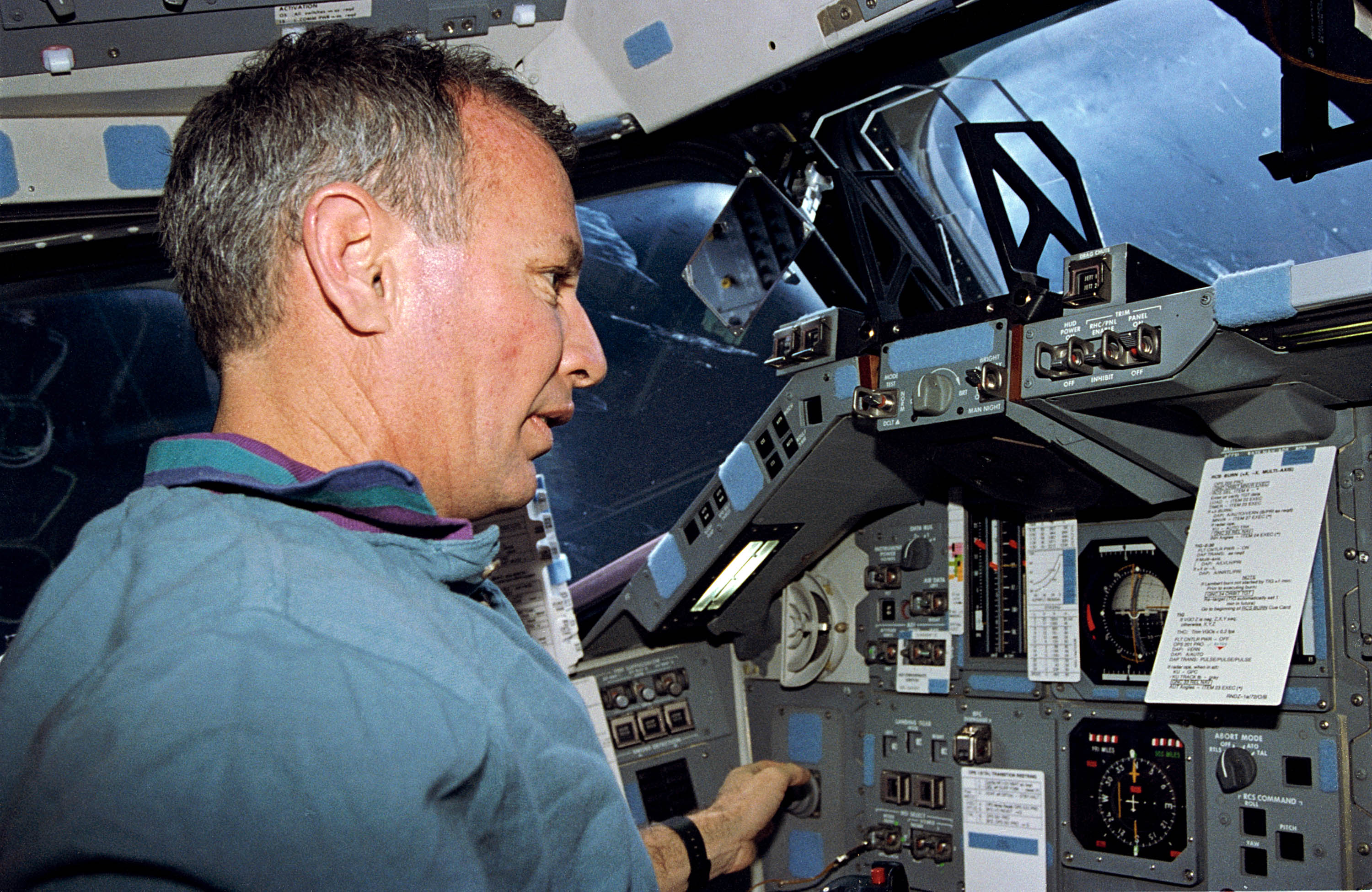
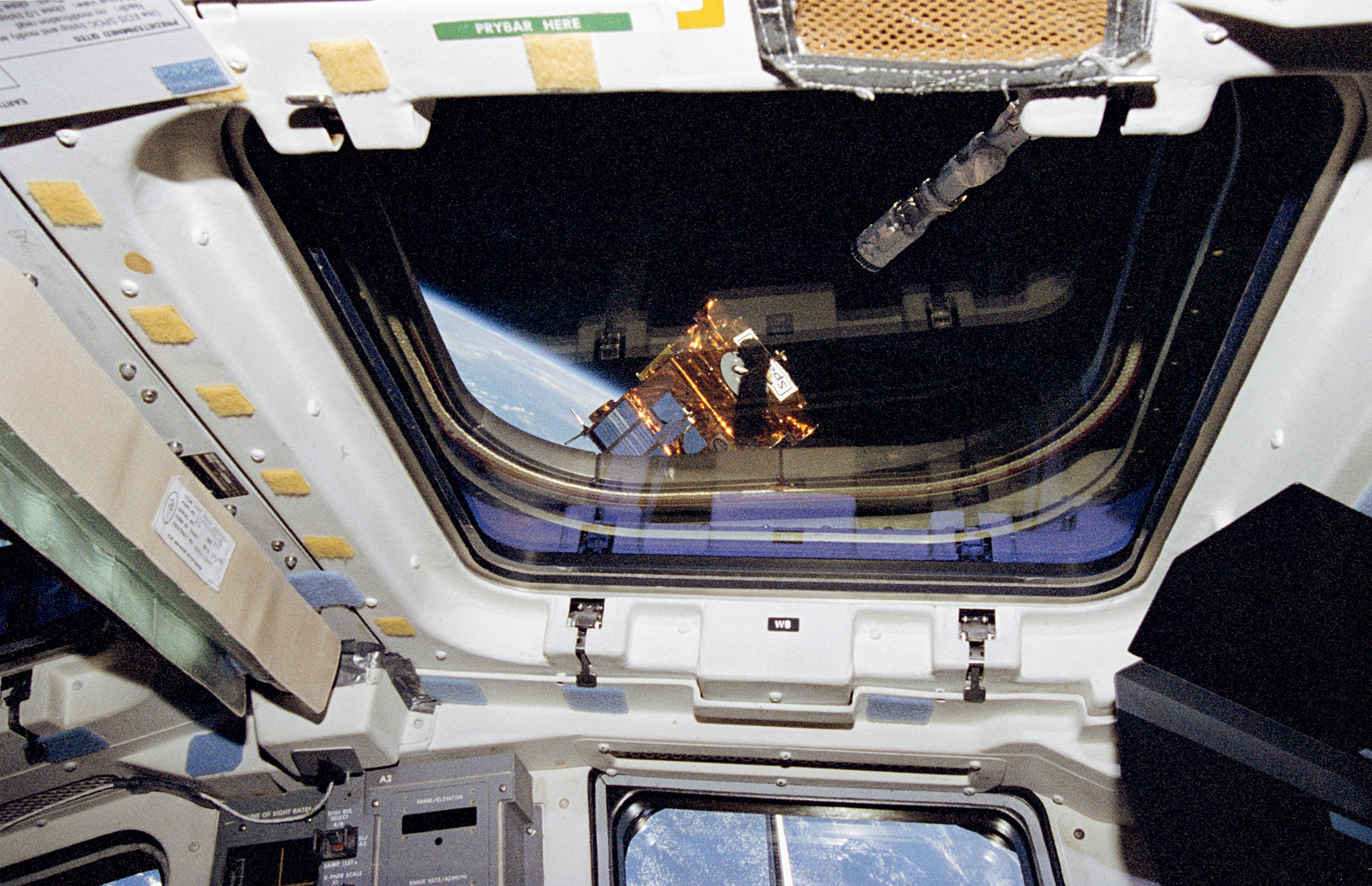
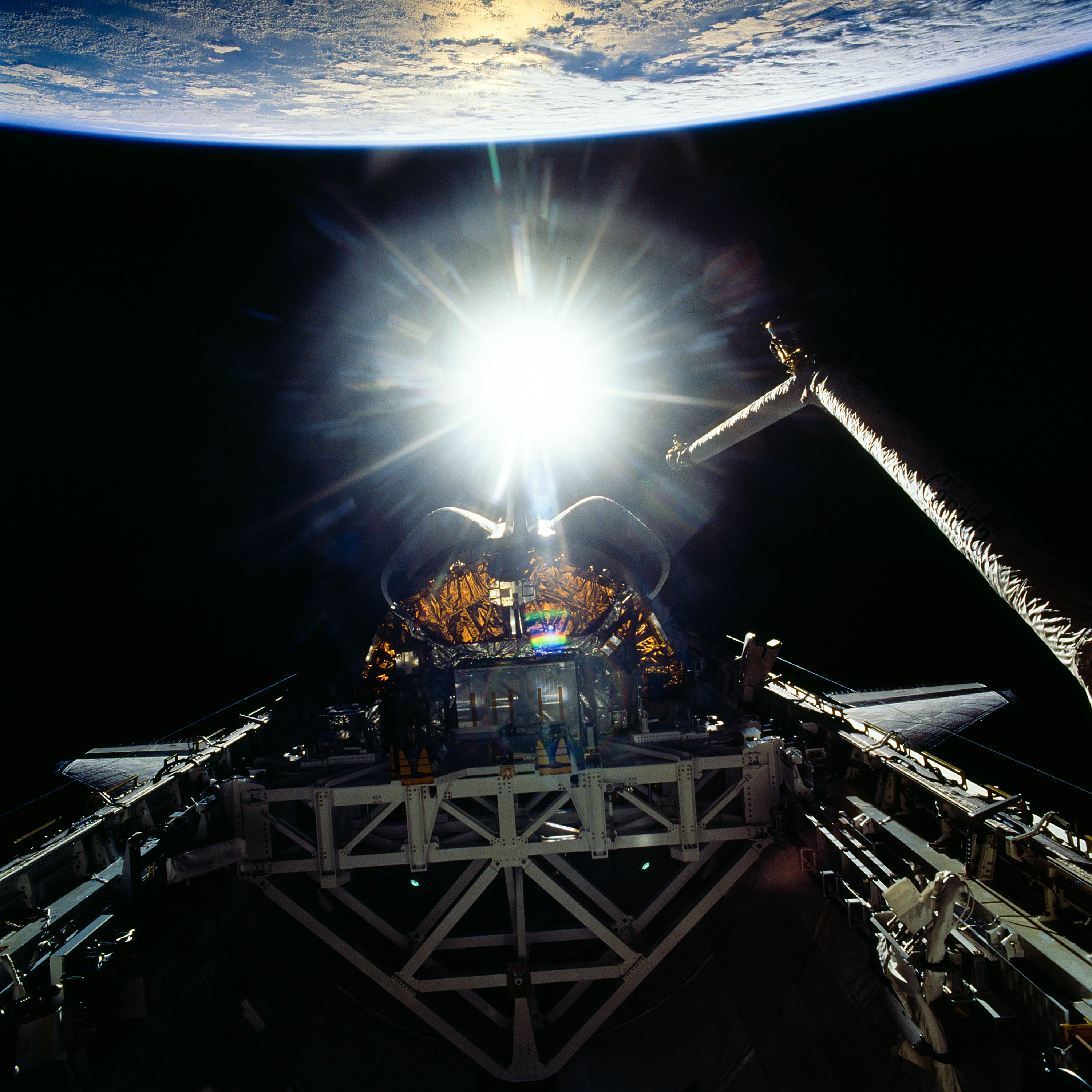
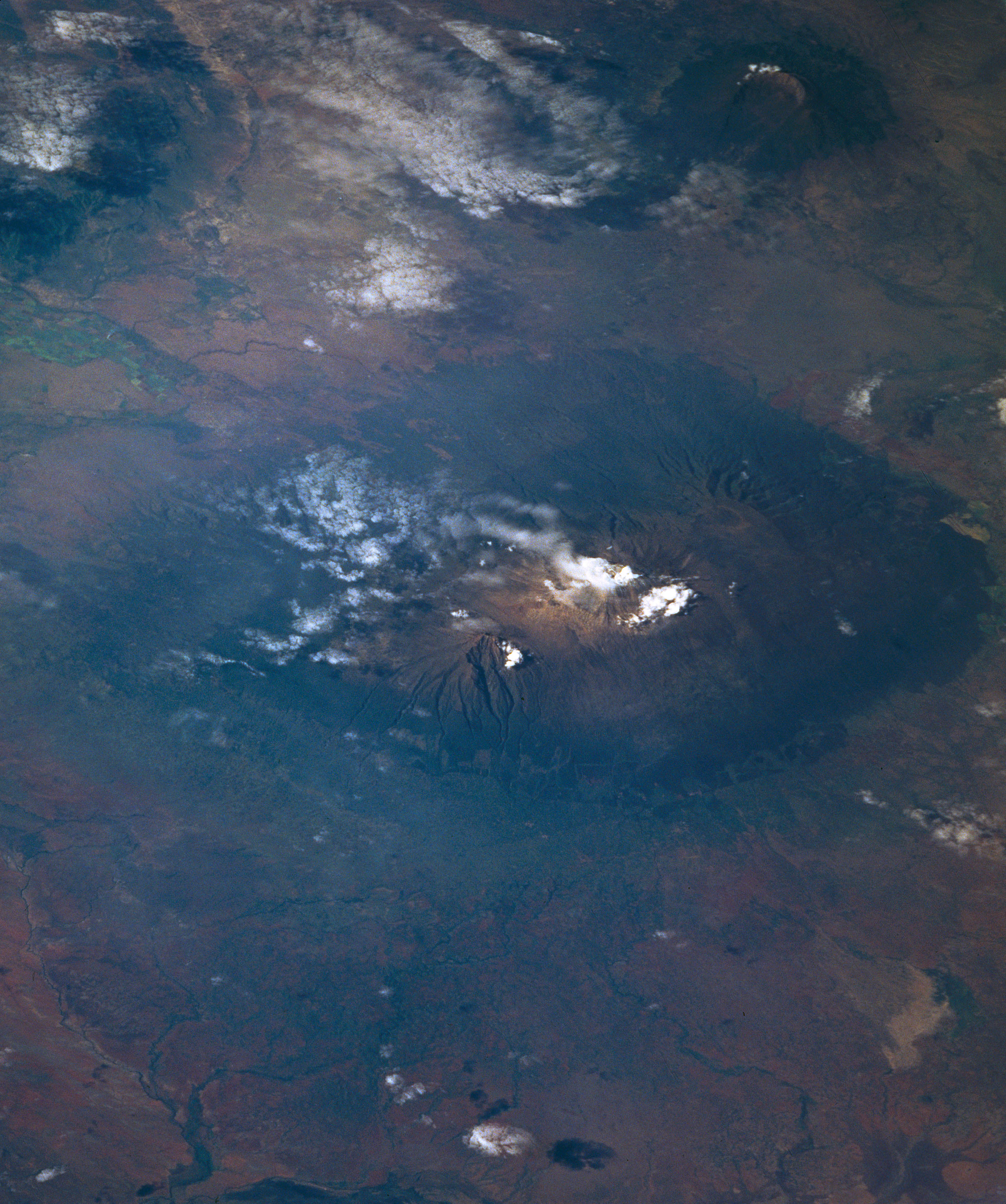
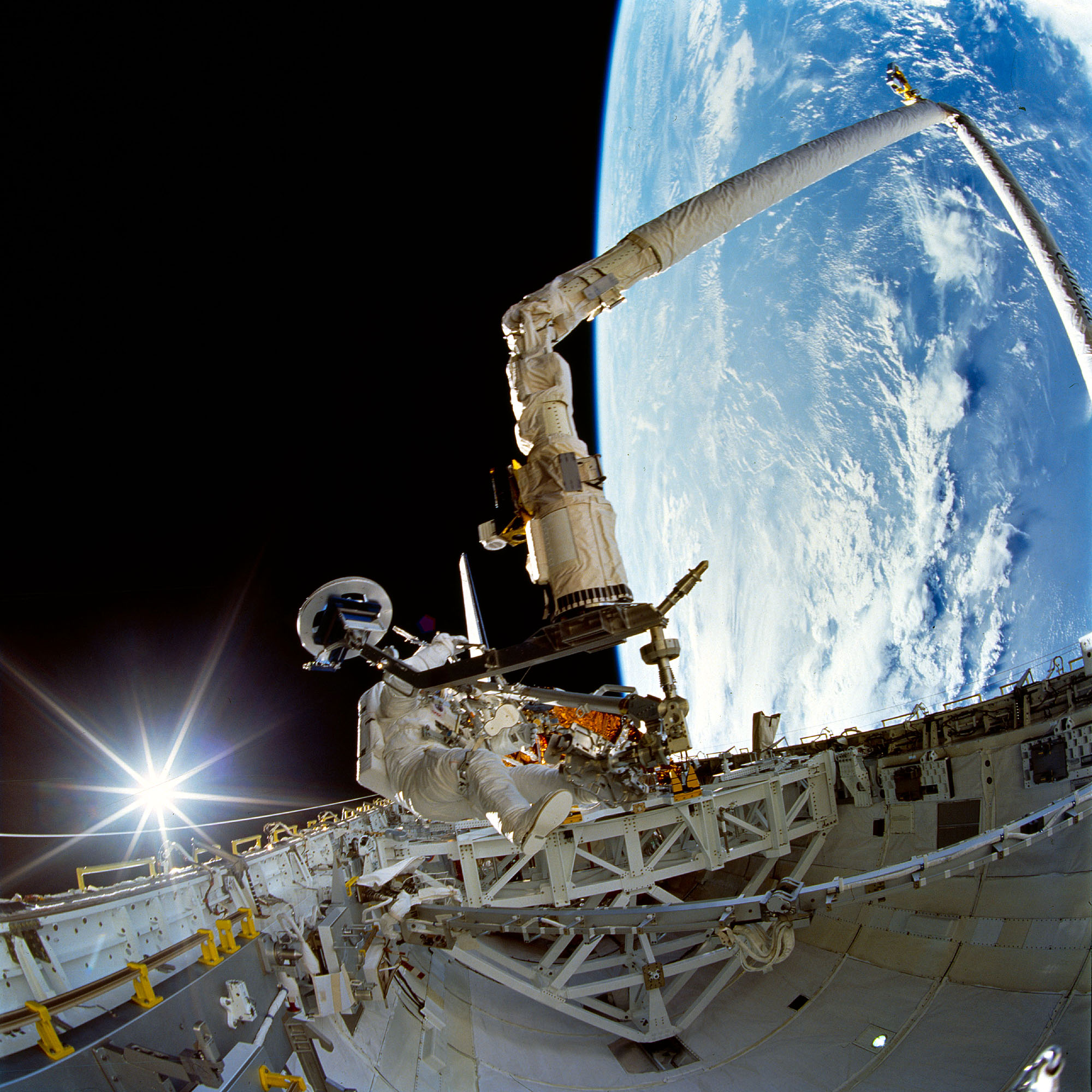
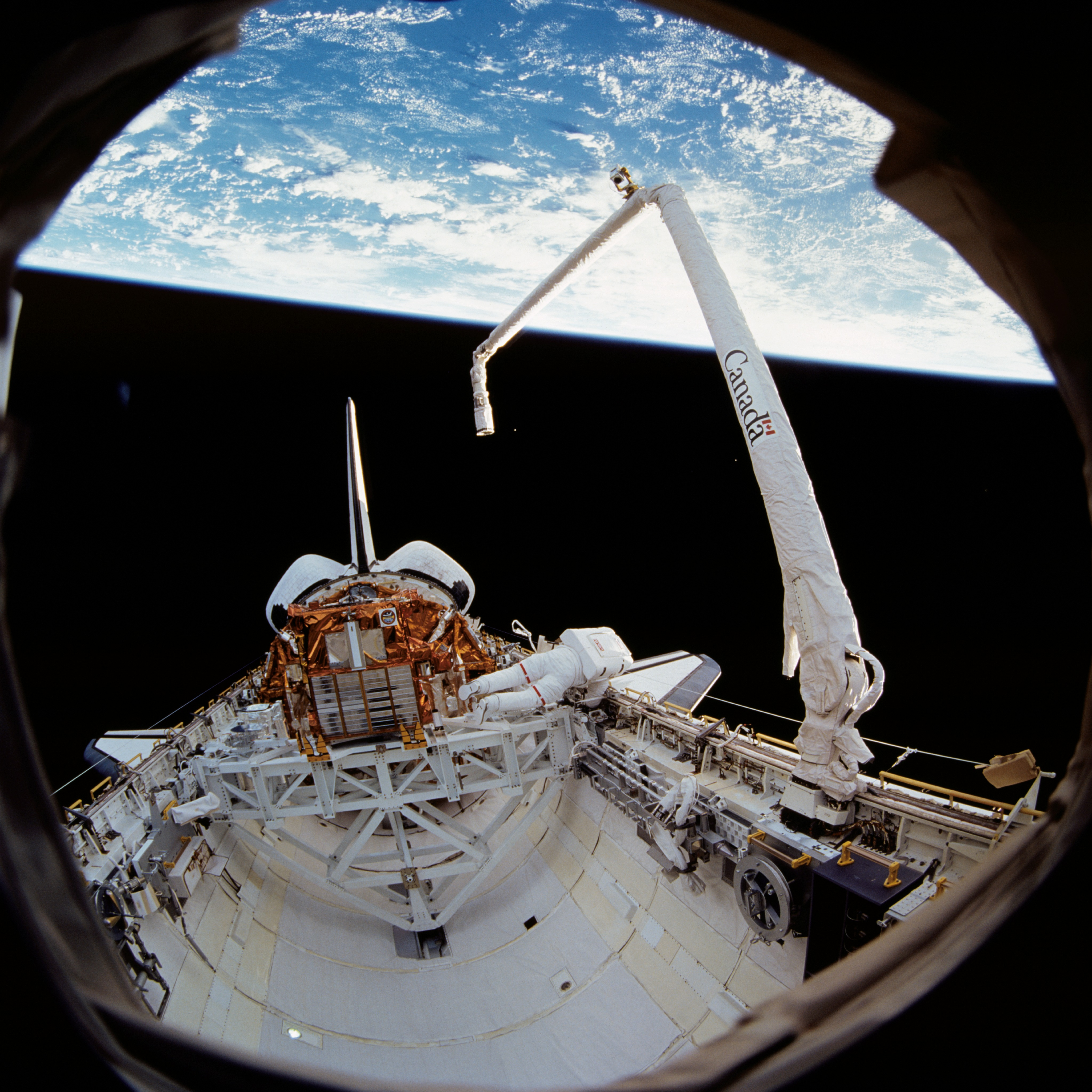
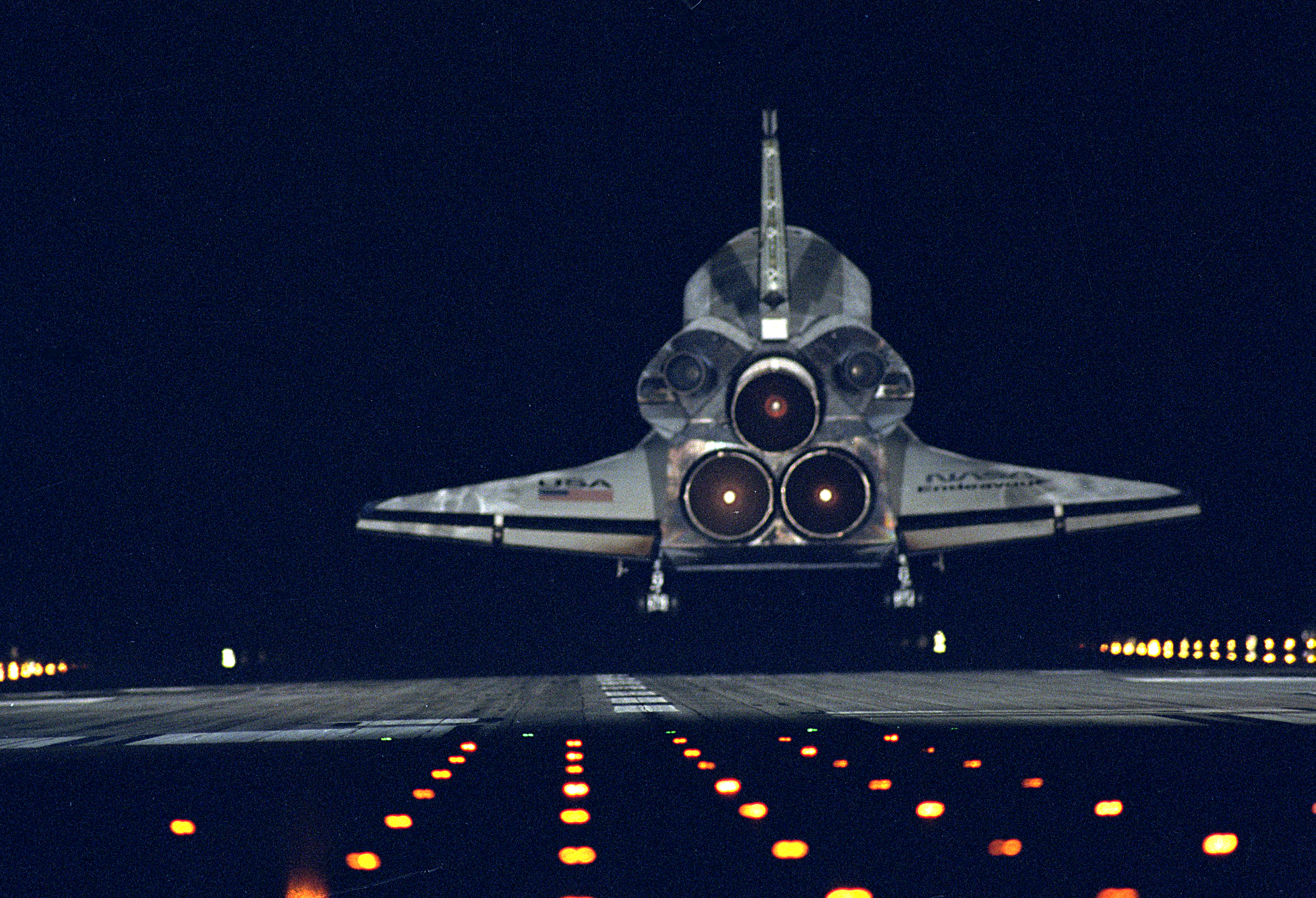